# Grube Wellesweiler
Die Grube Wellesweiler war die älteste Kohlegrube des Saarreviers. Sie existierte vom 16. Jahrhundert an bis zur Schließung am 15. Mai 1936.

## Geschichte der Grube
Die Grube lässt sich ab dem 16. Jahrhundert nachweisen. Am 14. April 1575 erwarb Albrecht einen Teil des Dorfes Wellesweiler von Samuel von St. Ingbrecht. Im dazugehörigen Vertrag war auch vom „Kollgrubengeld“ die Rede. Die Grube förderte auch während der Herrschaft der Grafen von Nassau-Saarbrücken weiter und diente als Arbeitgeber für Bergarbeiter der Region. Zu jener Zeit wurde die Kohle zwar bereits im Untertagebau gefördert, doch wurde in den Stollen noch keine Sicherheitsstandards eingehalten. Man grub einfach so lange, bis Wasser in die Höhle eindrang oder die Tunnel einstürzten. Zahlreiche, zum Teil tödliche, Unfälle waren die Folge. 1749 wurde dies auch öffentlich angemahnt. Die Beschwerde umfasste alle Gruben in Ottweiler, jedoch wurde die Grube Wellesweiler besonders hervorgehoben. Für den Raubbau wurde das fehlende Holz in der Region verantwortlich gemacht. Zwar erhielten die Pächter anschließend Zugang zu den herrschaftlichen Beständen, doch versuchte man auch die Grube an eine ausländische Firma zu übertragen. 1753 kommt es schließlich zu einem Pachtvertrag mit einer Pariser Firma, die versprochenen Fördermengen konnten jedoch nicht eingehalten werden und so fiel die Grube wieder zurück. Wilhelm Heinrich unterstellte die Kohlenförderung in seinem gesamten Herrschaftsbereich schließlich seinem Berginspektor, der die Grube wieder zu Gewinnen verhalf.
1766 wurde auf dem Gelände das erste Verwaltungsgebäude für den Stahlkohleabbau in Nassau-Saarbrücken errichtet. Zwischen 1779 und 1792 wurde die Grube zur förderstärksten im Saarrevier. Im Fachbuch Atlas et description minéralogique de la France wurde sie sogar als schönste Kohlegrube des Landes bezeichnet. In den Wirren der Französischen Revolution sollte die Grube zunächst verkauft werden, gelangte jedoch in die Hände der Revolutionstruppen und wurde verstaatlicht. Anschließend wurde die Grube verpachtet und von der Firma Equer bewirtschaftet. 1808 fielen sie zurück an den Staat.
Die Grube fiel durch den Ersten Pariser Frieden zurück an Deutschland und wurde dann 1815 von Preußen übernommen. 1816 wurde in einem Stollen eine fossile Sensation entdeckt. Der Stollen wurde als „Palmbaumstollen“ umbenannt, weil man die Fossilien irrtümlich für Reste einer Palme hielt. Tatsächlich handelte es sich um einen versteinerten Siegelbaum. Unter preußischer Verwaltung erlebte die Grube ihren zweiten Frühling. Insbesondere das nahe gelegene Eisenwerk wurde Kohle immer wichtiger für die Region. So wurde die Grube beständig vergrößert und erweitert. Es wurden Schlafhäuser, Lazarette und weitere Verwaltungsgebäude errichtet. Der Erfolg der Grube sorgte auch für einen wirtschaftlichen Aufschwung des Dorfes Wellesweiler. Insbesondere der Gastronomiebetrieb vergrößerte sich. 1842 erreichte die Grube mit 49.000 Tonnen Jahresproduktion ihren Höhepunkt. Danach stagnierte die Entwicklung und es kam zu einer ernsten Wirtschaftskrise. Anschließend war es die Grube Heinitz, die durch ihre bessere Anbindung an die Eisenbahn wichtiger wurde und insbesondere die Neunkircher Hütte mit Koks versorgte.  Ab 1875 ging man zum Tiefbau über, aber auch dies konnte den Niedergang der Grube nicht verhindern. 1911 wurde der Betrieb stark eingeschränkt. Während des Ersten Weltkriegs erholte sich die Grube etwas. 1917 wurde zwar eine Seilbahn eingerichtet, die zu einem Gleisanschluss bei der Ziegelei Müller führte. 1918 wurde ein Kompressorgebäude errichtet. Während der Besetzung des Saarlandes wurde die Grube mit der Grube Mittelbexbach zusammengeschlossen und hörte auf, ein eigenständiges Bergwerk zu sein. Unmittelbar nach dem Anschluss an das Deutsche Reich wurde der Betrieb am 15. Mai 1936 eingestellt.
An den Bergbaubetrieb erinnern heute noch einige Flöze in Grubennähe sowie das Baudenkmal Palmbaumstollen. Dieser enthält auch heute noch den 1816 gefundenen Siegelbaum.

## Weiternutzung des Geländes
Nach der Stilllegung der Grube blieb sie zunächst geschlossen. Nach dem Zweiten Weltkrieg begann man eine Siedlung zu schaffen, die vor allem durch den Krieg obdachlos gewordene Menschen vorbehalten war und die Situation in den Elendsquartieren entschärfen sollte. Die Siedlung entstand ab dem 26. April 1956, der Name lautete schlicht „Grubenanlage“. Die Siedlung verkam jedoch schnell zu einem Sozialen Brennpunkt, der vom übrigen Wellesweiler isoliert war. Man versuchte danach das Wohngebiet aufzuwerten. Dazu bekam es einen neuen Namen. Die Rundstraße heißt seit dem 14. Juni 1967 „An der alten Schmiede“.